# Музей історії села Олександро-Калинове «Довкілля»
Музей історії села Олександро-Калинове «Довкілля» — музей, заснований у 2011 році в селі Олександро-Калинове Донецької області України. Музей споруджено на зарослому полі. Частина експозиції музею розміщена просто неба.

## Історія
Музей відкрито 12 травня 2011 року в рамках проєкту Донецької обласної ради, влаштованого організацією «Енеїда».
7 вересня 2011 року відбулося урочисте відкриття.

## Експозиція
У музеї 3 комплекси:
- Хата обставлена в стилі XVIII-XIX століття, в якій знаходяться грубка, посуд і червоний кут; вік ліжка, що знаходиться в житловій частині, налічується 100 років.
- Зала, в якій зберігаються експонати, частина з яких присвячена німецько-радянській війні.
- Експозиція на відкритому повітрі, в якій представлені: Трактор УД-2, знаряддя праці, скульптури й танк ІС-3.

Поруч із будівлею стоїть половецька баба.
У музейній експозиції представлені зразки теслярських і ковальських інструментів, а також речі селянського побуту.
Музей пишається своєю унікальною колекцією ваг, створених 1936 року.